# Racemització

Racemització d'un aminoàcid en condicions alcalines

La racemització és un procediment químic mitjançant el qual una forma òpticament activa d'un compost quiral es transforma en una mescla racèmica.
El nom prové de l'àcid racèmic, primera mescla racèmica descoberta pel químic francès Louis Pasteur el 1850. Aquest racemat, o mescla racèmica, havia sigut obtinguda de manera accidental per racemització d'àcid tàrtric l'any 1820 per Paul Kestner, que produïa industrialment aquest àcid a Thann, al departament dels Vosges.

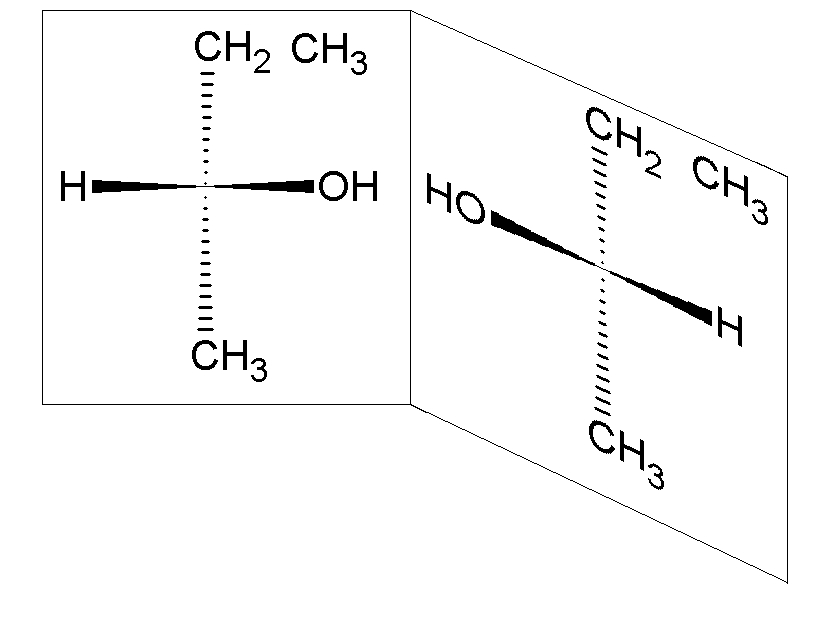
Enantiòmers del butan-2-ol

La racemització es pot donar quan la reacció d'un compost quiral condueix a un racemat o mescla racèmica com a producte. En aquest cas la reacció passa per un intermediari de reacció aquiral que acaba formant dos enantiòmers, generalment amb la mateixa probabilitat, de manera que la mescla racèmica no desvia la llum polaritzada, però els enantiòmers per separat sí que la desvien en el mateix grau però en sentit contrari. N'és un exemple el procés que experimenta l'(S)-(+)-butan-2-ol quan s'escalfa en una solució aquosa d'un àcid fort. La seva activitat òptica minva de manera gradual fins que arriba a desaparèixer, a conseqüència d'haver-se transformat en el (±)-butan-2-ol.
La racemització també es dona en una reacció d'inversió de configuració en la qual una part de les molècules inverteixen la seva configuració fins a arribar a un equilibri. La racemització serà completa si en l'equilibri el 50 % de les molècules han invertit la configuració.